# Séquia de Torres
La Séquia de Torres és un canal hidràulic de reg que discorre pel marge esquerre del riu Segre i situat entre les localitats de Lleida i Torres de Segre (d'on agafa el nom).
No es coneix el seu origen però hi ha referències que ja existía en l'època musulmana. La primera referència històrica cristiana és en una donació que Guillem de Cervera va fer al Monestir de Poblet l'any 1153, on la séquia s'esmenta com a delimitadora de propietats.
El recorregut de la séquia ha variat al llarg dels temps. Inicialment captaba les aigües amunt del Pont Vell de Lleida en un assut o peixera. Des de la construcció del Canal de Seròs el 1912 les aigües es deriven en el kilòmetre 0´5 d'aquest canal.